# Ротман, Генрих Аронович
Ге́нрих Аро́нович Ро́тман (21 января 1940, Кемерово, Новосибирская область, РСФСР, СССР—31 января 2021, Лас-Вегас, Кларк, Невада, США) — советский и американский артист цирка, клоун и режиссёр, заслуженный артист РСФСР (1969).

## Биография
Родился 21 января 1940 года в городе Кемерове Новосибирской области РСФСР СССР.
В 1962 году окончил Государственное училище циркового и эстрадного искусства в Москве вместе с Геннадием Маковским. Начинали карьеру вместе как артисты буффонады. Выступая в Молодёжном коллективе М. Рудиной в 1962—1968 годах переключились на новое амплуа — ковёрных, — именно в нём наиболее полно раскрылись их творческие возможности. В 1964 году дуэт Ротмана и Маковского стал лауреатом Всесоюзного конкурса, а в 1969 году оба циркача получили почётные звания «Заслуженный артист РСФСР».
В дуэте с самоуверенным, энергичным, прямолинейным, чванливым и упорным в достижении цели персонажем Маковского, персонаж Ротмана, в свою очередь, был мягким, склонным к лирическим порывам, увлекающимся и чувствительным. На этом контрасте и строилась главная идея дуэта. Наиболее ярко она выражен в трагической интермедии «Мелодрама», являющейся пародией на адажио из классического балета, и в сценке «Разбитое сердце». Именно Ротман и Маковский первыми в истории отечественного цирка стали использовать фонограммы для сопровождения своих выступлений, например, в репризе «Магнитофон», пародиях на гангстерские фильмы «Ограбление банка» и «Мотометла», в пародии на вестерн «Роковое свидание» и в других.
Во время представления «Сказка о воинственном короле» Маковский скончался, поэтому Ротман какое-то время возглавлял клоунскую группу «Ха-ха-трон» и Петром Толдоновым и Виктором Минаевым. В 1990 году эмигрировал в США и стал режиссёром: ставил водные шоу.
Скончался 31 января 2021 года в городе Лас-Вегасе округа Кларк штата Невада, США. Коллектив Российской государственной цирковой компании «выразил глубокие соболезнования родным и близким Генриха Ароновича».

## Награды
- Орден «Знак Почёта» (14 февраля 1980)[5][6].
- Заслуженный артист РСФСР (1969).